# سیچلاید کوتوله

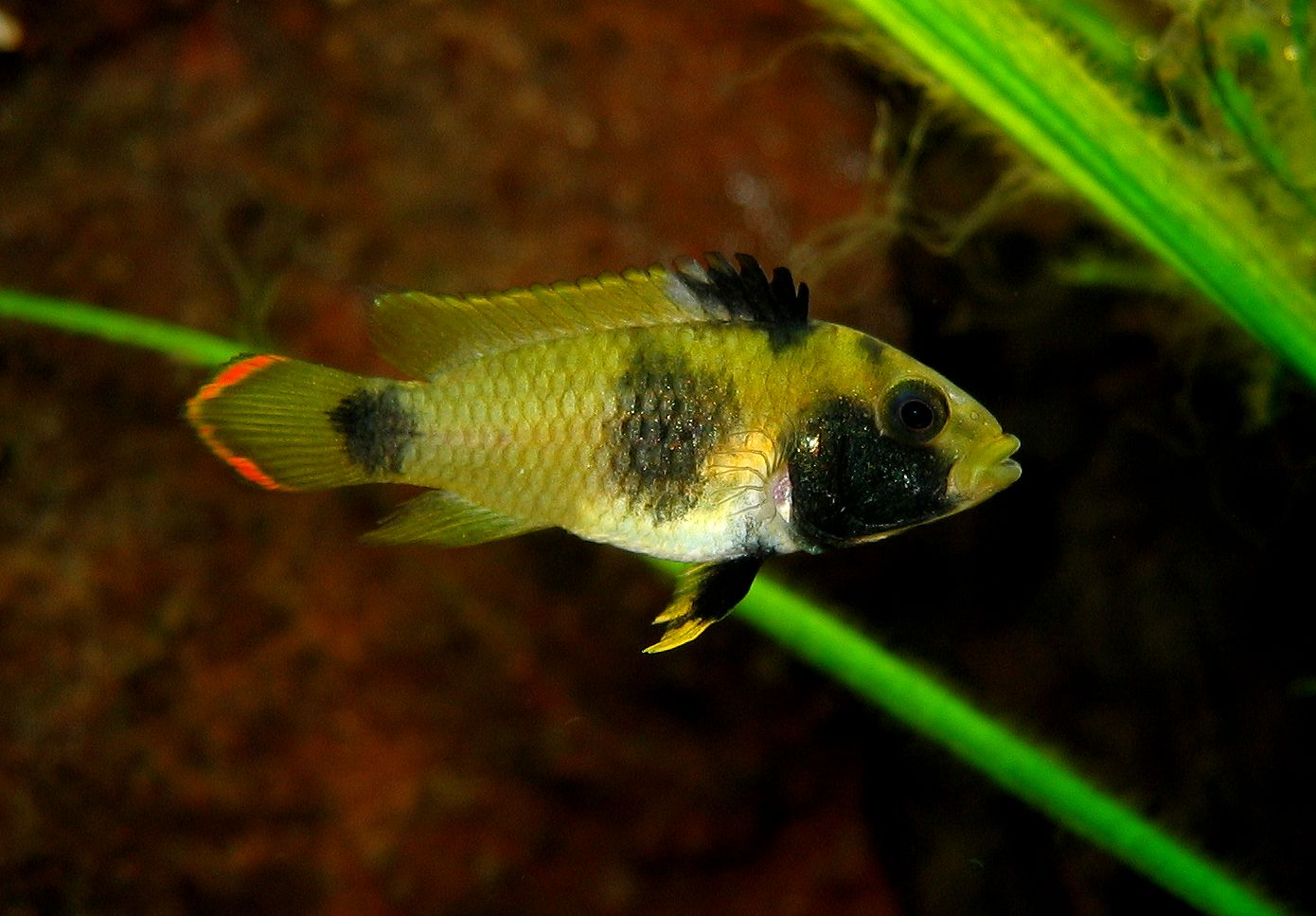

سیچلاید کوتوله یا سیچلاید دارف اصطلاحی است که توسط علاقه مندان به نگهداری ماهی برای توصیف مجموعه دلخواهی از ماهی های کوچک از خانواده سیچلایدها استفاده می شود. درست است که انجام گروه بندی ماهی ها در بین طرفداران ماهی و صنعت آکواریوم مورد استفاده قرار می گیرد، اما این گروه بندی هیچ مبنای طبقه بندی یا اکولوژیکی ندارد و معمولاً تعریف ضعیفی دارد.  سیچلایدهای کوتوله طبق تعریف سیچلایدهایی با اندازه کوچک هستند، حداکثر طول قابل قبول برای سیچلایدهای کوتوله وجود ندارد. برخی سیچلایدهایی با حداکثر طول ۱۰ سانتی متر (۳٫۹ اینچ) را در این دسته قرار میدهند و برخی دیگر ماهی های با حداکثر طول ۱۲ سانتی متر (۴٫۷ اینچ) را پیشنهاد می کنند.   اما در مجموع این اصطلاح اغلب برای توصیف گونه‌های کوچک سیچلایدهای آمریکای جنوبی یا غرب آفریقا استفاده می‌شود که برای آکواریوم‌هایی با آب سبک و اسیدی ( pH 4 تا ۷) مناسب هستند،  با این حال، از نظر برخی از آکواریوم‌ دارها و نویسندگان سیچلایدهای کوتوله در اصل عبارتند از: انواع سیچلایدهای کوچک دریاچه های دره کافتی آفریقا .  

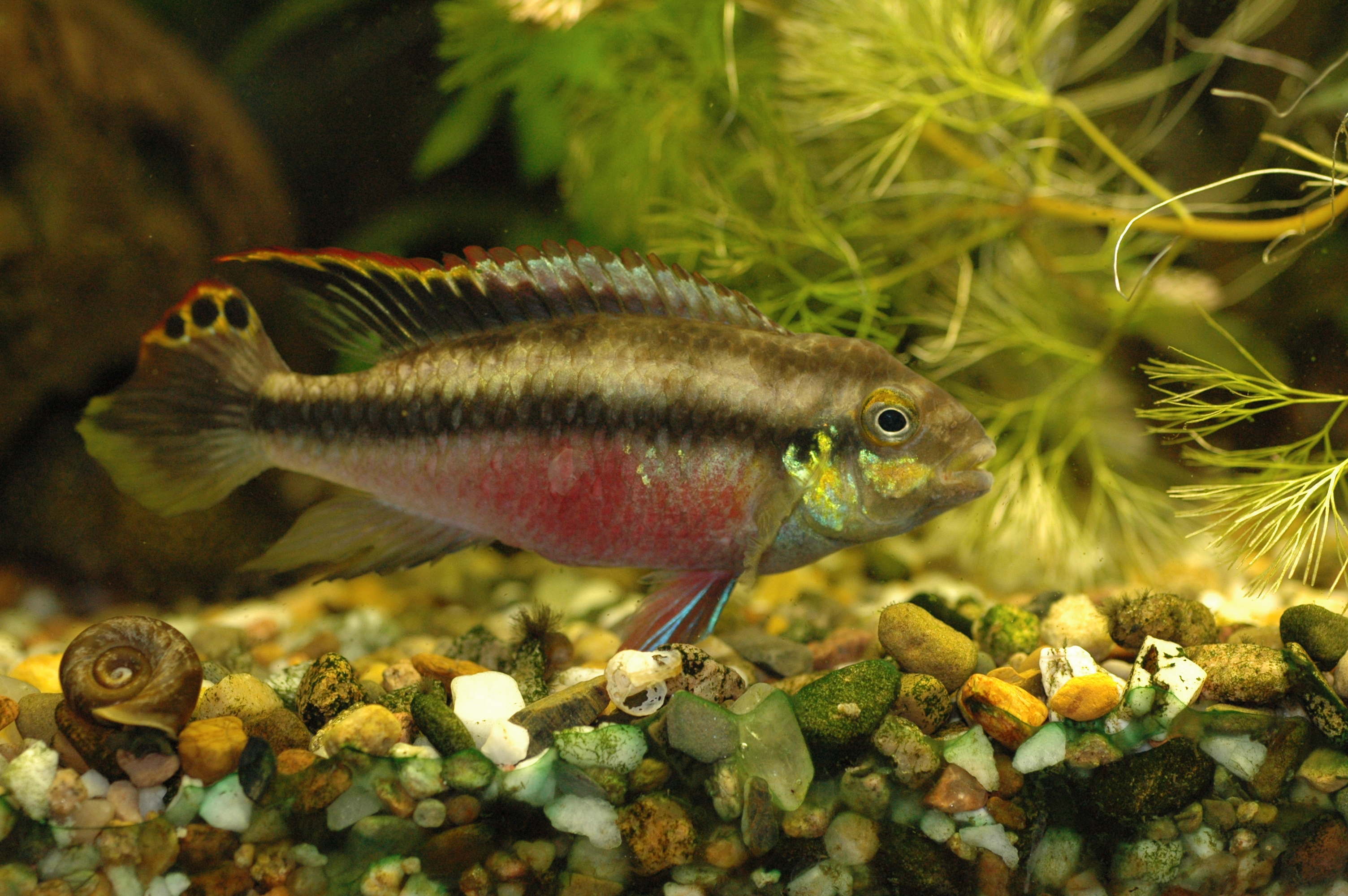
طول نرها در گونه سیچلاید کوتوله کرینسیس از 12 سانتیمتر فراتر می رود.

سیچلایدهای کوتوله آکواریومی گیاهانی با برگهای سخت را ترجیح می دهند. آنها عموماً به جز زمانی که در حال تولید مثل هستند، خجالتی هستند و برای نگهداری گله ای بسیار ایده آل هستند. همچنین نباید آنها را در کنار سایر گونه های غیرکوتوله و سیچلایدهای پر جنب و جوش و تهاجمی قرار داد.

## همچنین ببینید
- لیست گونه های ماهی آکواریومی آب شیرین